# Ongelijkheid van Hermite-Hadamard

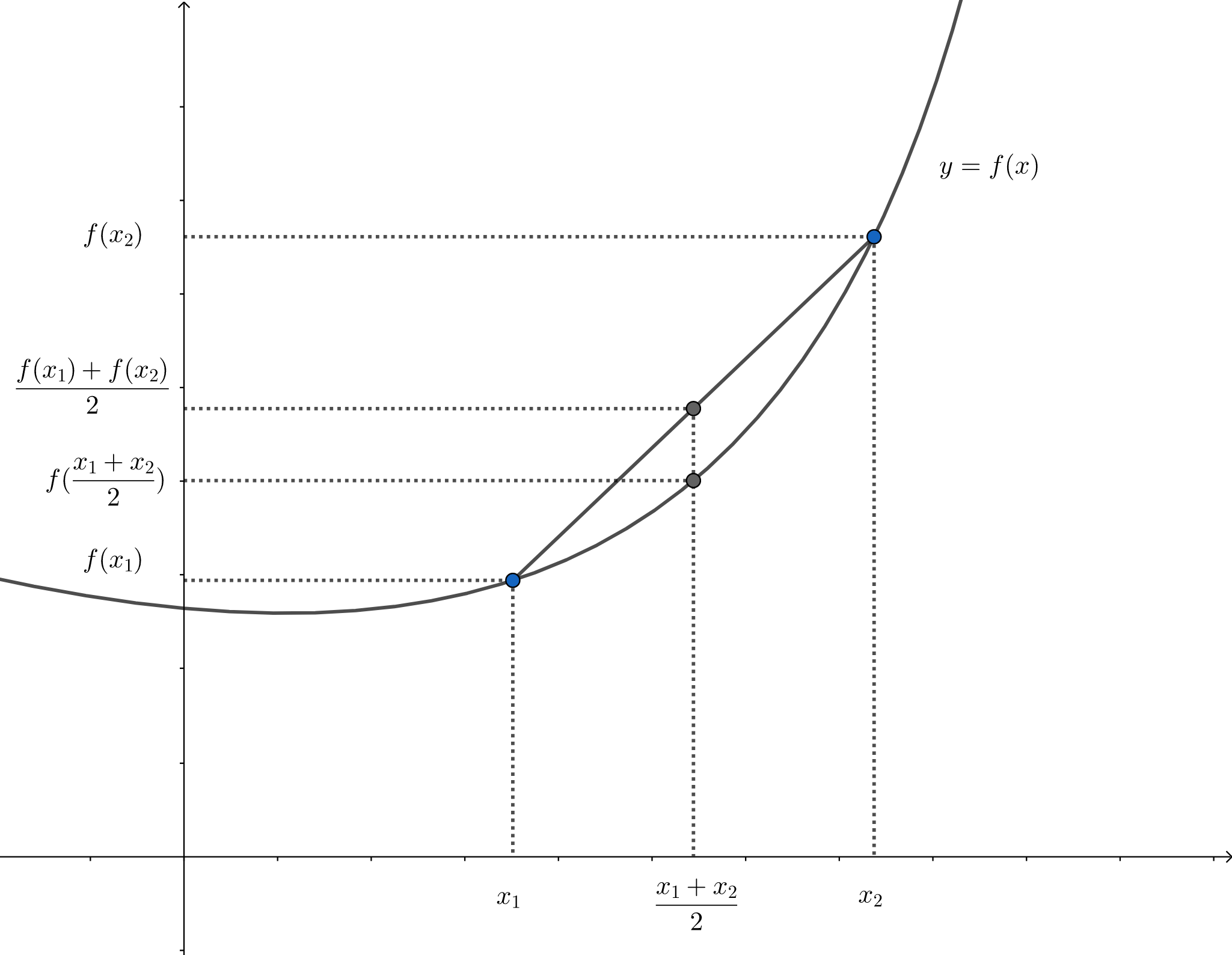

De ongelijkheid van Hermite-Hadamard is een klassieke ongelijkheid met betrekking tot convexe functies. Ze geeft een boven- en ondergrens voor de gemiddelde waarde van een convexe functie over een gesloten interval {\displaystyle [a,b]}. Voor de convexe functie {\displaystyle f\colon [a,b]\to \mathbb {R} } luidt de ongelijkheid:
{\displaystyle f\left({\frac {a+b}{2}}\right)\leq {\frac {1}{b-a}}\int _{a}^{b}f(x)\,\mathrm {d} x\leq {\frac {f(a)+f(b)}{2}}}
De gemiddelde waarde komt overeen met de hoogte van een rechthoek met basis {\displaystyle [a,b]} en met dezelfde oppervlakte als die onder de grafiek van de functie tussen {\displaystyle a} en {\displaystyle b.} De rechterkant van de ongelijkheid zegt dat deze oppervlakte kleiner is dan die van het trapezium met de hoekpunten {\displaystyle (a,0),\ A,\ (b,0)} en {\displaystyle B} in de figuur hiernaast. De linkerongelijkheid zegt dat de oppervlakte groter is dan die van de rechthoek met basis {\displaystyle [a,b]} en als hoogte de functiewaarde in het punt {\displaystyle c} in het midden van het interval {\displaystyle [a,b]}.
De ongelijkheden zijn in omgekeerde richting geldig als {\displaystyle f} concaaf is.

## Voorbeeld
De functie {\displaystyle f(x)=x^{2}} is een convexe functie. De gemiddelde waarde van de functie over het interval {\displaystyle [1,2]} ligt volgens de ongelijkheid tussen {\displaystyle f({\tfrac {3}{2}})={\tfrac {9}{4}}} en {\displaystyle {\tfrac {1}{2}}(f(1)+f(2))={\tfrac {5}{2}}}, dus tussen 2,25 en 2,5. 
De exacte waarde is 
{\displaystyle \int _{1}^{2}x^{2}\,\mathrm {d} x={\tfrac {x^{3}}{3}}{\bigg |}_{1}^{2}={\tfrac {1}{3}}(2^{3}-1^{3})={\tfrac {7}{3}}\approx 2{,}333\ldots }

## Geschiedenis
Charles Hermite merkte de ongelijkheid op in een brief van 22 november 1881 naar het toen pas opgerichte Belgische wiskundige tijdschrift Mathesis. Ze werd in 1883 in een korte nota gepubliceerd. Dat ging blijkbaar onopgemerkt voorbij; tien jaar later werd de linkerzijde van de ongelijkheid herontdekt en bewezen door Jacques Hadamard, maar de prioriteit van Hermite werd niet genoteerd. De nota van Hermite wordt zelfs niet vermeld in zijn verzamelde werken, uitgeven door Charles Émile Picard.
Hermite gebruikte als voorbeeld de functie {\displaystyle f(x)={\frac {1}{1+x}}} op het interval {\displaystyle [0,x]}.
Er zijn sedertdien diverse bewijzen van de ongelijkheid gepubliceerd evenals talrijke verfijningen, veralgemeningen en toepassingen.